# Abul Wafa
Abul Vafa Muhammad Ibn Muhammad Ibn Yahya Ibn Ismail Buzjani (numit uneori și Abul Vefa sau Abu-l Vefa, n. 10 iunie 940 d.Hr., Buzhgan⁠(d), Torbat-e Jam County⁠(d), Provincia Razavi Khorasan, Iran – d. 15 iulie 998 d.Hr., Bagdad, Buyid dynasty⁠(d)) a fost un astronom și matematician persan, autor al unui tratat despre construcțiile geometrice.

## Biografie
S-a născut la Buzghan (astăzi Torbat - e Jam, Iran).
La 19 ani se mută la Bagdad, unde rămâne tot restul vieții.
Era contemporan cu mulți alți savanți printre care: Al Biruni, Al-Quhi, Al-Sijzi, Abu Nasr ibn Iraq, Abu-Mahmud Khojandi, Kushyar ibn Labban.

## Contribuții
Abul Wafa are merite deosebite în domeniul geometriei și trigonometriei, stabilind o serie de formule trigonometrice privind suma sau diferența argumentelor unei funcții trigonometrice, ca sinusul:
{\displaystyle \sin(\alpha \pm \beta )=\sin \alpha \cos \beta \pm \cos \alpha \sin \beta }
A stabilit o nouă metodă pentru alcătuirea tabelelor sinusurilor unghiurilor din 10' în 10', a stabilit o metodă de măsurare a obiectelor inaccesibile, s-a ocupat de probleme de arpentaj, de arhitectură, de tehnică, de construcții a poligoanelor.
A stabilit teorema sinusurilor pentru trigonometria sferică.
A studiat operația de extragere a rădăcinii de ordinul 3, 4, 5, 7 a formulat regulile de adunare a fracțiilor prin aducere la numitor comun, a formulat regulile de aproximare a fracțiilor și regulile de descompunere a fracțiilor ordinare în fracții sexagesimale.
A tratat mai multe probleme de construcții geometrice cu rigla.
În domeniul astronomiei, a descoperit așa-zisele variații în mișcarea Lunii (lucru studiat ulterior și de Tycho Brahe) și a aplicat trigonometria la problemele astronomice.
Abul Wafa a tradus și comentat operele matematicienilor greci sau islamici (cum ar fi Al-Khwarizmi, Diofant, Euclid) din domeniul geometriei și trigonometriei și a scris un tratat despre construcțiile geometrice.

## Lucrări
- Cartea despre ceea ce trebuie să cunoască grămăticii, oamenii de afaceri și alții în știința matematică (Kitāb fī mā yaḥtaj ilayh al-kuttāb wa’l-ʿummāl min ʾilm al-ḥisāb), care cuprinde operațiile cu numere întregi și fracționare (printre care și regula aducerii la același numitor), măsurarea figurilor plane și a corpurilor, probleme de aritmetică practică;
- Cartea despre ceea ce îi este necesar unui meseriaș care lucrează cu construcții geometrice, consacrată geometriei practice (construcții în topometrie, geodezie, arhitectură, construcții geometrice cu rigla și compasul);
- Cartea perfectă (Kitab ab Kamil), tratat de astronomie în care sunt expuse bazele trigonometriei.